# William Ribeiro Soares
William Ribeiro Soares (Araporã, 7 febbraio 1985) è un calciatore brasiliano, difensore del Cabreiros.

## Carriera

### Club
Il 1º settembre 2016 viene acquistato dalla squadra belga dello Standard Liegi.

## Palmares

### Club

#### Competizioni nazionali
- Campionato israeliano: 1

Hapoel Be'er Sheva: 2016-2017
- Supercoppa d'Israele: 1

Hapoel Be'er Sheva: 2017